# Доминика на Летњим олимпијским играма 2016.
Доминика на Летњим олимпијским играма учествује шести пут. На Олимпијским играма 2016, у Рио де Жанеиру учествовала са двоје представника који су се такмичили исој атлетској дисциплини − троскоку.
Заставу Доминике на свечаном отварању Олимпијских игара 2016. носио је атлетичар Јорданис Дуранона.
И после ових игара Доминика је остала у групи земаља које нису освајале ниједну олимпијску медаљу.

## Атлетика
Мушкарци
| Атлетичар Лични рекорд  | Дисциплина | Група    | Група | Финале           | Финале | Детаљи |
| Атлетичар Лични рекорд  | Дисциплина | Резултат | Место | Резултат         | Место  | Детаљи |
| ----------------------- | ---------- | -------- | ----- | ---------------- | ------ | ------ |
| Јорданис Дуранона 17,20 | троскок    | БП       | БП    | Није се пласирао | БП     |        |

Жене
| Атлетичарка Лични рекорд | Дисциплина | Квалификације | Квалификације | Финале            | Финале  | Детаљи |
| Атлетичарка Лични рекорд | Дисциплина | Резултат      | Пласман       | Резултат          | Пласман | Детаљи |
| ------------------------ | ---------- | ------------- | ------------- | ----------------- | ------- | ------ |
| Теа Лафонд 13,41 НР      | троскок    | 12,82         | 18 у гр А     | Није се пласирала | 37/37   |        |